# Lophocateres pilosus
Lophocateres pilosus là một loài bọ cánh cứng trong họ Trogossitidae. Loài này được Olliff miêu tả khoa học năm 1883.